# Lazise
Lazise je obec v provincii Verona v italském regionu Veneto. Nachází se cca 120 kilometrů severozápadně od Benátek a asi 20 kilometrů severozápadně od Verony. Leží na východním břehu Gardského jezera. Lazise zahrnuje oblasti Colà a Pacengo.
Lazise sousedí s těmito obcemi: Bardolino, Bussolengo, Castelnuovo del Garda, Padenghe sul Garda, Pastrengo, Peschiera del Garda a Sirmione.

## Historie
Jeho název se odvozuje z latinského lacus, což znamená vesnici u jezera. Lazise byla ve skutečnosti původně skupina domů na pilotech nad vodou. Mezi lety 888 a 961, v době vlády Berengara II. a jeho syna město podléhalo přímo panovníkovi, tj. bylo to svobodné město, které nepodléhalo žádné feudální vrchnosti. V roce 961 do Itálie vtrhla německá vojska, která sestoupila do údolí Adige, aby se utábořilo na březích Gardského jezera.
V roce 983 císař Svaté říše římské Ota I. Veliký udělil Lazise právo privilegia postavit si opevnění a práva trhová. Ve 13. a 14. století bylo městečko okupováno rodem Scaligerů z Verony, kteří postavili hrad s hradbami kolem města. V roce 1405 přešlo pod vládu Benátek, která trvala až do dobytí severní Itálie Napoleonem. Po Vídeňském kongresu v roce 1815 přešlo pod rakouskou nadvládu, která trvala až do roku 1866, kdy se stalo součástí Itálie.
Nachází se tu středověký kostel sv. Mikuláše. Je vyzdobený freskami školy Giotto z 12. století.
V 16. století zde byla postavena celnice ke kontrole obchodu na jezeře.
Vila La Pergolana ze 14. století, která se nachází kilometr na sever od Lazise, je místem konání slavného festivalu medu v prvním víkendu v říjnu.

## Partnerská města
- Rosenheim, Německo, 1974